# Canzoni per parlare
Canzoni per parlare è un 33 giri di inediti del 1988 di Fiorella Mannoia, pubblicato per la DDD - La Drogueria di Drugolo (Catalogo: DDD 4608011 - Matrici: CI-DDD 4608011-1L/CI-DDD 4608011-2L) e distribuito dalla CBS; il disco viene prodotto da Piero Fabrizi ed arrangiato da Fio Zanotti e Celso Valli. Sempre nello stesso anno la Epic Records ristampa l'album per il mercato austriaco (Catalogo: EPC 466706 2). Dal 2001 è disponibile la versione in download digitale pubblicata per la Sony BMG.

## Tracce
Lato A
1. Le notti di maggio – 3:40 (Ivano Fossati; edizioni musicali Il Volatore, DDD, SBK Songs)
2. I dubbi dell'amore – 4:02 (Enrico Ruggeri e Luigi Schiavone; edizioni musicali Penelope, DDD)
3. I miei amici stanno al bar – 3:48 (testo: Enrico Ruggeri – musica: Riccardo Cocciante; edizioni musicali Gelsomino, DDD, Penelope)
4. La vita che vuoi – 4:30 (testo: Enrico Ruggeri – musica: Piero Fabrizi e Luigi Schiavone; edizioni musicali Penelope, DDD)
5. Fino a fermarmi – 4:04 (testo: Bruno Tirinelli – musica: Ron; edizioni musicali Assist, DDD, Penelope)

Durata totale: 20:04
Lato B
1. Il tempo non torna più – 4:58 (testo: Enrico Ruggeri – musica: Piero Fabrizi; edizioni musicali Penelope, DDD, Il Ponte)
2. Non arrendersi (feat. Ron) – 5:06 (testo: Bruno Tirinelli – musica: Ron; edizioni musicali Assist, DDD, Penelope)
3. La lettera che non scriverò mai – 4:01 (testo: Enrico Ruggeri – musica: Riccardo Cocciante; edizioni musicali Gelsomino, DDD, Penelope)
4. Poverangelo – 4:08 (testo: Marco Luberti – musica: Piero Fabrizi; edizioni musicali DDD, Il Ponte)

Durata totale: 18:13

## Formazione
- Fiorella Mannoia – voce
- Paolo Gianolio – tastiera, programmazione, chitarra
- Piero Fabrizi – chitarra acustica, chitarra elettrica
- Danilo Madonia – tastiera, programmazione
- Pier Michelatti – basso
- Lele Melotti – batteria
- Fio Zanotti – tastiera, pianoforte
- Naimy Hackett, Giulia Fasolino, Silvio Pozzoli – cori

## Classifiche
| Paese  | Posizione raggiunta |
| ------ | ------------------- |
| Italia | 8                   |

### Classifica di fine anno
| Anno | Paese  | Posizione |
| ---- | ------ | --------- |
| 1988 | Italia | 68        |

## Successo commerciale
Canzoni per parlare raggiunge la posizione n. 8 nella classifica nazionale. Viene certificato disco di platino, con oltre 200 000 copie vendute.